# Burg Birkenfels (Mittelfranken)
Die Burg Birkenfels ist eine abgegangene mittelalterliche Wasserburg vom Typus einer Turmhügelburg (Motte) nahe der Straße nach Brünst in der Südostecke von Birkenfels (Haus Nr. 7), einem heutigen Gemeindeteil des Marktes Flachslanden im Landkreis Ansbach in Bayern.

## Geschichte
Vermutlich wurde die Burg im 13. Jahrhundert von den Herren von Birkenfels erbaut, die erstmals 1275 Bruno von Birkenfels in einem Dokument genannt wurden. Die erste ausdrückliche Erwähnung der Burg erfolgte im ältesten Lehnbuch des Bistums Würzburg von 1303/13, in dem das Lehen über die halbe Burg Birkenfels zugunsten Brunos von Birkenfels verzeichnet ist. In der Folge hatten die Herren von Birkenfels nie die gesamte Burg zu Lehen, einen Teil von ihr besaßen immer die Herren von Vestenberg. Nach 1350 gaben die Herren von Birkenfels die Burg auf und verlegten ihren Sitz nach Lehrberg. Ab 1369 besaßen die Herren von Seckendorff die Burg zunächst als Pfand, bis sie sie 1399 kauften. Die Lehnshoheit ging 1403 an die Nürnberger Burggrafen. Die Burg blieb bis 1538 im Besitz der Seckendorffer, die sie dann wegen Überschuldung an die Markgrafen von Ansbach veräußerten. Diese richteten hier eine Vogtei ein. 1632 wurde die Burg mitten im Dreißigjährigen Krieg von den kaiserlichen Truppen geplündert, gebrandschatzt und zerstört.
Die Burgruine wurde im Laufe des 19. Jhs. abgebrochen und die Steine für den Straßenbau und Ausbesserungsarbeiten verwendet. Die alten Kellergewölbe hatten vorher als Vorratslager und Weinkeller gedient. 
Von der Burg ist noch der terrassierte Hügel von ca. 20 m Seitenlänge zu erkennen, der durch einen ca. 6 m breiten Halsgraben von der westlich anschließenden Hochfläche abgetrennt wird. Von der ehemaligen Burganlage, deren Turmhügel eingeebnet und überbaut ist, zeugen noch geringe Mauerreste und ein tonnengewölbter Keller in den Häusern Nr. 6 und 7.